# Schinkelplatz
Schinkelplatz är ett triangulärt torg i stadsdelen Mitte i Berlin. Det anlades 1837 efter ritningar av Peter Joseph Lenné och uppkallades 1869 efter arkitekten Karl Friedrich Schinkel som ritat flera av de monumentala 1800-talsbyggnaderna i centrala Berlin, bland annat de närbelägna Bauakademie, Neue Wache och Friedrichswerdersche Kirche. Efter att bebyggelsen vid torget förstörts under andra världskriget uppfördes på denna plats 1964–1967 ett höghus för Östtysklands utrikesministerium. Efter Tysklands återförening revs utrikesministeriets byggnad 1995–1996 för att ge plats åt den delvisa rekonstruktionen av Berlins historiska gatunät och byggnader i området, och på så sätt återskapades torget mellan 2007 och 2008. Torget avgränsas idag av bostadshus och affärslokaler i väster, av Spreekanalen i öster och av den tomt som reserverats för återuppbyggnaden av Bauakademie i söder. Torgets norra spets ansluter till Unter den Linden omedelbart väster om Schlossbrücke.